# 1883 w muzyce
Wydarzenia muzyczne w 1883 roku.

## Wydarzenia
- 6 stycznia – w Paryżu odbyła się premiera dwóch pieśni: „Chant d'automne” op.5/1 i „Le secret” op.23/3 Gabriela Fauré[1][2]
- 22 stycznia – w Sankt Petersburgu odbyła się premiera „Overture No.1 on Three Greek Themes” op.3 Aleksandra Głazunowa[1][2]
- 23 stycznia – w Bazylei odbyła się premiera pieśni „Spannung” op.84/5 Johannesa Brahmsa[1][2]
- 26 stycznia - w Paryżu odbył się premiera operetki Mam’zelle Nitouche Florimonda Rongera (Hervé)[3]
- 29 stycznia – w wiedeńskiej Sophiensaal miała miejsce premiera polki „Rasch in der Tat!” op.409 Johanna Straussa (syna)[1][2]
- 3 lutego – w Paryżu odbyła się premiera „Romance” op.28 Gabriela Fauré[1][2]
- 16 lutego
  - w petersburskim Teatrze Maryjskim miała miejsce premiera opery Prisoner of the Caucasus Cezara Cui[1][2][4]
  - w Wiedniu odbyła się premiera pieśni „Spanisches Lied” op.6/1 Johannesa Brahmsa[1][2]
- 5 marca – w Paryżu odbyła się premiera opery Henry VIII Camille’a Saint-Saëns[1][2][5]
- 8 marca – w Paryżu odbyła się premiera kantaty „La naissance de Vénus” op.29 Gabriela Fauré[1][2]
- 18 marca – w Wiener Musikverein miała miejsce premiera instrumentalnej wersji „Frühlingsstimmen” op.410 Johanna Straussa (syna)[1][2]
- 19 marca – w Konserwatorium Petersburskim miała miejsce premiera poematu symfonicznego „Tamara” Milija Bałakiriewa[1][2] oraz „Overture No.2 on Greek Themes” op.6 Aleksandra Głazunowa[1][2]
- 22 marca – w bolońskim Teatro Comunale miała miejsce premiera kantaty „Il sabato del villagio” Ferruccio Busoniego[1][2]
- 31 marca – w paryskiej Salle Érard miała miejsce premiera poematów symfonicznych: „Viviane” op.5 Ernesta Chaussona[1][2] oraz „Le chasseur maudit” Césara Francka[1][2][6]
- 14 kwietnia – w paryskim Théâtre national de l’Opéra-Comique odbyła się premiera opery Lakmé Léo Delibesa[1][2][7]
- 25 kwietnia – w Bostonie odbyła się premiera „Radway's Ready Relief” Johna Knowlesa Paine’a[1][2]
- 2 maja – w Bostonie odbyła się premiera kantaty „The Nativity” op.38 Johna Knowlesa Paine’a[1][2]
- 27 maja – w moskiewskim Kremlu miała miejsce premiera kantaty „Moscow” Piotra Czajkowskiego[1][2][8]
- 4 czerwca – w moskiewskim Parku Sokolniki miała miejsce premiera „Coronation March” Piotra Czajkowskiego[1][2][9]
- 12 czerwca – w Cambridge odbyła się premiera II symfonii Huberta Parry’ego[1][2]
- 4 września – w Gloucester odbyła się premiera „The Glories of Our Blood and State” Huberta Parry’ego[1][2][10]
- 3 października – w berlińskim Woltersdorff-Theater odbyła się premiera operetki Noc w Wenecji Johanna Straussa (syna)[1][2][11]
- 14 października – w praskim Rudolfinum miała miejsce premiera Violin Concerto op.54 Antonína Dvořáka[1][2][12]
- 22 października
  - w Dreźnie odbyła się premiera „Cello Sonata” op.36 Edvarda Griega[1][2][13]
  - w Nowym Jorku oddano do użytku gmach Metropolitan Opera[1][2]
- 27 października – w Mladá Boleslav odbyła się premiera Piano Trio No.3 op.65 Antonína Dvořáka[1][2]
- 4 listopada
  - w Wiener Musikverein miała miejsce premiera „Lagunen-Walzer” op.411 Johanna Straussa (syna)[1][2]
  - w paryskim Théâtre du Château d’Eau miała miejsce premiera rapsodii „España” Emmanuela Chabriera[1][2][14]
- 8 listopada – w hamburskim Dammtortheater miała miejsce premiera opery Sulamith Antona Rubinsteina[1][2][15]
- 18 listopada – w Teatrze Narodowym w Pradze miała miejsce premiera „Hussite Overture” op.67 Antonína Dvořáka[1][2][16]
- 27 listopada – na Uniwersytecie w Cambridge miała miejsce premiera kantaty „The Birds” Huberta Parry’ego[1][2]
- 1 grudnia – w Moskwie odbyła się premiera standardowej wersji I symfonii (Zimowe wrażenia) op.13 Piotra Czajkowskiego[1][2][17]
- 2 grudnia – w Wiener Musikverein miała miejsce premiera III symfonii op.90 Johannesa Brahmsa[1][2][18]
- 7 grudnia – w Bostonie odbyła się premiera „String Quartet in G” op.4 Arthura Foote’a[1][2]
- 8 grudnia – w Norymberdze w Hotelu Goldner Adler miała miejsce premiera „Cello Sonata” op.6 Richarda Straussa[1][2]

## Urodzili się
- 19 stycznia – Hermann Abendroth, niemiecki dyrygent i kompozytor (zm. 1956)
- 30 stycznia – Peeter Süda, estoński kompozytor i organista (zm. 1920)
- 2 lutego – Michaił Gniesin, rosyjski i radziecki kompozytor oraz pedagog (zm. 1957)
- 11 lutego – Paul von Klenau, duński kompozytor i dyrygent (zm. 1946)
- 22 lutego – Jaroslav Kocián, czeski skrzypek, kompozytor i pedagog muzyczny (zm. 1950)
- 24 lutego – Józef Mann, polski śpiewak operowy (tenor), doktor nauk prawnych, sędzia (zm. 1921)
- 25 lutego – Kazimierz Garbusiński, polski kompozytor, muzyk, pedagog, organizator życia muzycznego (zm. 1945)
- 19 marca – Josef Matthias Hauer – austriacki kompozytor i teoretyk muzyki (zm. 1959)
- 27 marca – Jan Kunc, czeski kompozytor, pedagog i pisarz (zm. 1976)
- 1 kwietnia – Włodzimierz Kenig, polski skrzypek, dyrygent, kompozytor i prawnik (zm. 1929)
- 6 kwietnia – Vernon Dalhart, amerykański piosenkarz muzyki country (zm. 1948)
- 11 kwietnia – Karol Hoppe, polski kompozytor, chórmistrz, organista, pedagog (zm. 1946)
- 13 kwietnia – Aleksandr Aleksandrow, kompozytor rosyjski (zm. 1946)
- 4 maja – Nikołaj Malko, amerykański dyrygent i pedagog pochodzenia rosyjskiego (zm. 1961)
- 5 maja – Petar Konjović, serbski kompozytor (zm. 1970)
- 15 maja – Bolesław Fotygo-Folański, polski aktor, solista operowy i operetkowy, reżyser operowy (zm. 1954)
- 26 maja – Mamie Smith, amerykańska piosenkarka, tancerka, pianistka, aktorka (zm. 1946)
- 28 maja
  - George Dyson, angielski kompozytor, pedagog i pisarz muzyczny (zm. 1964)
  - Václav Talich, czeski dyrygent i pedagog muzyczny (zm. 1961)
  - Max Ernst Unger, niemiecki dyrygent i muzykolog (zm. 1959)
- 30 maja – Riccardo Zandonai, austriacko-włoski dyrygent i kompozytor (zm. 1944)
- 24 czerwca – Fritz Löhner-Beda, austriacki librecista operetkowy (zm. 1942)
- 4 lipca – Maksimilian Sztajnberg, rosyjski kompozytor i pedagog (zm. 1946)
- 7 lipca – Toivo Kuula, fiński dyrygent i kompozytor (zm. 1918)
- 25 lipca – Alfredo Casella, włoski kompozytor (zm. 1947)
- 5 września – Otto Erich Deutsch, austriacki muzykolog, bibliograf muzyczny (zm. 1967)
- 18 września – Ludomir Różycki, polski kompozytor (zm. 1953)
- 11 października – Fritz Stiedry, amerykański dyrygent pochodzenia austriackiego (zm. 1968)
- 8 listopada – Arnold Bax, angielski kompozytor (zm. 1953)
- 11 listopada – Ernest Ansermet, szwajcarski dyrygent, kompozytor i teoretyk muzyki (zm. 1969)
- 3 grudnia – Anton Webern, austriacki kompozytor współczesny (zm. 1945)
- 14 grudnia – Manolis Kalomiris, grecki muzyk i kompozytor (zm. 1962)
- 22 grudnia – Edgar Varèse, amerykański kompozytor francuskiego pochodzenia (zm. 1965)

## Zmarli
- 24 stycznia – Friedrich von Flotow, niemiecki kompozytor operowy (ur. 1812)
- 13 lutego – Richard Wagner, niemiecki kompozytor, dyrygent i teoretyk muzyki okresu romantyzmu (ur. 1813)
- 27 lutego – Julius Stern, niemiecki pedagog i dyrygent (ur. 1820)
- 15 marca – Karol Studziński, polski kompozytor i altowiolista (ur. 1828)
- 10 kwietnia – Emilie Mayer, niemiecka kompozytorka (ur. 1812)
- 26 kwietnia – Napoleon Orda, polski i białoruski rysownik, malarz, pianista i kompozytor (ur. 1807)
- 28 maja – Karol August Freyer, polski kompozytor, organista i profesor muzyki pochodzenia niemieckiego (ur. 1801)
- 26 czerwca – Juliusz Janotha, polski pianista, kompozytor i pedagog (ur. 1819)
- 6 lipca – Ciprian Porumbescu, rumuński kompozytor, dyrygent, skrzypek i pianista pochodzenia polskiego (ur. 1853)
- 27 lipca – Franz Doppler, austriacki flecista i kompozytor (ur. 1821)
- 29 października – Robert Volkmann, niemiecki kompozytor (ur. 1815)
- 25 grudnia – Marek Sokołowski, polski gitarzysta i kompozytor (ur. 1818)

## Nagrody
- 22 czerwca – kantata „Le Gladiateur” Claude’a Debussy zdobywa nagrodę Prix de Rome[1][2]